# Clyde, Texas
Clyde là một thành phố thuộc quận Callahan, tiểu bang Texas, Hoa Kỳ. Năm 2010, dân số của xã này là 3713 người.

## Dân số
- Dân số năm 2000: 3345 người.
- Dân số năm 2010: 3713 người.